# Бананові
Бананові (Musaceae) — родина однодольних рослин, родиною якого є тропічні райони Африки і Азії. Це великі трав'янисті рослини з листям, піхви яких перекриваються та формують помилкове стебло, завдяки якому рослини виглядають як дерева.
| Гібіскус | Це незавершена стаття про квіткові рослини. Ви можете допомогти проєкту, виправивши або дописавши її. |